# Шахшин Мусатай
Мусатай Шахшин (7 січня 1906, аул № 4 Семипалатинської області, тепер Каркаралінського району Карагандинської області, Казахстан — 14 липня 1989, тепер Казахстан) — радянський казахський діяч, секретар ЦК КП(б) Казахстану, 1-й секретар Західно-Казахстанського обласного комітету КП Казахстану. Депутат Верховної ради Казахської РСР 2—3-го скликань.

## Життєпис
Народився в селянській родині. З 1928 по 1929 рік служив у Червоній армії.
У 1929—1937 роках — податковий інспектор Каркаралінського окружного фінансового відділу; завідувач Абралінського районного фінансового відділу Казакської АРСР; завідувач Зайсанського районного фінансового відділу Казахської АРСР; завідувач Бескарагайського районного фінансового відділу Казахської РСР. Член ВКП(б) з 1931 року.
У 1937—1938 роках — завідувач Павлодарського обласного фінансового відділу.
У 1938—1939 роках — заступник керуючого Казахської республіканської контори Державного банку СРСР.
У 1939 — січні 1942 року — тначальник Головного управління промисловості будівельних матеріалів при РНК Казахської РСР.
24 січня 1942 — 30 червня 1943 року — секретар ЦК КП(б) Казахстану із промисловості.
30 червня — серпень 1943 року — секретар ЦК КП(б) Казахстану із тваринництва.
У серпні 1943 — 1944 року — 3-й секретар ЦК КП(б) Казахстану.
У 1945—1948 роках — заступник секретаря ЦК КП(б) Казахстану із тваринництва.
У 1948—1951 роках — завідувач сільськогосподарського відділу ЦК КП(б) Казахстану.
У 1952 році закінчив екстерном Алма-Атинський зооветеринарний інститут, учений-зоотехнік.
У 1952 — березні 1954 року — 1-й секретар Західно-Казахстанського обласного комітету КП Казахстану.
У 1954—1961 роках — голова Кокчетавської обласної ради профспілок.
З 1961 року — персональний пенсіонер.
Помер 14 липня 1989 року в Казахській РСР.

## Нагороди
- орден Вітчизняної війни І ст.
- орден Трудового Червоного Прапора
- орден «Знак Пошани»
- медалі